# Муиринцы
Муиринцы (муира — самоназвания) — этническая группа даргинцев. Верующие — мусульмане-сунниты, шафииты.

## Расселение
Муиринцы компактно проживают в Дахадаевском, Кайтагском районах Дагестана.

## Язык
Муиринцы говорят на муиринском языке даргинской ветви нахско-дагестанской семьи.